# Федотов, Александр Кириллович
Александр Кириллович Федотов (род. 7 февраля 1942, Сталинград) — белорусский физик, доктор физико-математических наук, основатель кафедры энергофизики физического факультета БГУ.

## Биография
Родился 7 февраля 1942 года в городе Волгограде.
С 1959 по 1964 год учился на физическом факультете Белорусского государственного университета на кафедре физики твердого тела и полупроводников.
С 1964 по 1966 год — аспирант кафедры физики твердого тела и полупроводников БГУ.
С 1966 по 1980 год работал в Институте физики твердого тела и полупроводников АН БССР. В период работы в Академии наук провёл исследования электрических и сверхпроводящих свойств переходных металлов и сплавов, по результатам которых в 1974 г. им была защищена кандидатская диссертация и присвоено степень кандидата физико-математических наук по специальности «Физика твердого тела». Тема диссертации — «Исследование структуры, электросопротивления и сверхпроводимости сплавов ниобия, ванадия и хрома».
С 1977 по 1980 год были выполнены исследования, результаты которых положены в основу опубликованного в 1978 г. сборника «Вопросы технической сверхпроводимости» — первого в СССР обзора по влиянию механических воздействий на критические параметры сверхпроводящих материалов со структурой А15.
С 1981 по 1997 год работал на физическом факультете БГУ доцентом, затем профессором кафедры физики полупроводников.
С 1983 — член учёного совета физического факультета БГУ.
С 1994 — эксперт Министерства образования РБ по физике.
С 1994 — доктор физико-математических наук по специальностям «Физика твердого тела» и «Физика полупроводников».
С 1996 — член Совета по защитам докторских диссертаций при БГУ.
С 1996 — эксперт Белорусского Республиканского фонда фундаментальных исследований и ГКНТ.
В 1996 возглавил работу кафедры теплофизики, которая в 1997 году была преобразована в кафедру энергофизики.
В 1997 присвоено учёное звание профессора.
С 1997 по 2014 год — заведующий кафедрой энергофизики.
С 2003 заместитель председателя Совета по защитам докторских диссертаций при БГУ.
С 2004 член редколлегии журнала «Известия вузов. Материалы электронной техники» (Россия).
С 2007 член Секции по проблемам функциональных материалов Совета по новым материалам при Международной ассоциации Академий Наук СНГ.
С 2010 — эксперт-ревьюэр Аэрокосмического агентства Германии.
С 2012 — учёный секретарь Совета по защитам докторских диссертаций при БГУ.

## Научная деятельность
Профессор разработал более 11 авторских лекционных курсов, опубликовал свыше 250 научных работ, которые получили известность и признание среди специалистов.
Александр Кириллович Федотов — известный специалист в области металлических сплавов и соединений в массивном и пленочном состоянии, полупроводниковых материалов, нанокомпозитов и структур на их основе. Научными интересами профессора являются: наноматериалы и наноструктуры; оптические и электрофизические свойства тонких полупроводниковых плёнок для создания солнечных элементов, детекторов и фоторезисторов; разработка научного оборудования для диагностики материалов и структур; разработка учебного оборудования и методического обеспечения по энергосбережению и возобновляемым источникам энергии; термоэлектрические материалы; электрофизические свойства моно- и поликристаллического кремния, плёнок соединений А2В6, монокристаллов TlGaSe2 и TlInS2 и др.
Большое место в его работе занимает исследование свойств материалов для солнечной энергетики. В рамках выполнения заданий Российско-Белорусской программы «КОСМОС» и других проектов под его руководством заложены основы водородно-плазменной технологии повышения эффективности и радиационной стойкости кремниевых солнечных элементов.
В период работы в Академии наук профессором изучены и объяснены эффекты слабой локализаций, прыжковой и перколяционной проводимости в области перехода металл — неметалл и доказано существенное влияние сегрегации примесей на электрическую активность границ зерен, спонтанно зарождающихся в процессе неравновесной кристаллизаций полупроводниковых поликристаллов. По результатам этих исследований была защищена докторская диссертация.
В период заведования кафедрой энегрофизики под руководством Александра Кирилловича формируется новое для высшего образования республики направление подготовки студентов — будущих специалистов-физиков по проблемам энергосбережения и энергоэффективности, энергоэффективных материалов, процессов и технологий. В этот же период им обнаружено влияние типа границ и состояния поликристаллического кремния на характер диффузии водорода по границам зерен в процессе обработки водородной плазмой. Под его руководством разработано несколько компьютерных программ, моделирующих тепловые процессы и диффузию примесей в окрестности разного рода границ раздела с учётом упругих и электрических полей, действующих на примесь со стороны границы либо поверхности. Профессор читает курсы лекций на физическом факультете БГУ: фазовые превращения в твердых телах, физико-химия поверхности, энергоэффективные материалы.
Александр Кириллович является членом редколлегий журнала «Вестник БГУ», а также экспертом по программе INTAS от Белоруссии.

## Награды и премии
20 февраля 2013 г. занесён на Доску почёта БГУ.
Заслуженный работник Белорусского государственного университета.
Отличник образования Республики Беларусь.

## Основные публикации

### Монографии и учебные пособия
1. Федотов А. К., Анищик В. М., Тиванов М. С. Физическое материаловедение: учебное пособие. В 3 ч. Ч. 3. Материалы энергетики и энергосбережения. — Минск: Вышэйшая школа, 2015. — 463 с.
2. Федотов А. К. Физическое материаловедение: учебное пособие. В 3 ч. Ч. 2: Фазовые превращения в металлах и сплавах. — Минск: Вышэйшая школа, 2012. — 446 с.
3. Федотов А. К. Физическое материаловедение: учебное пособие. В 3 ч. Ч. 1: Физика твердого тела. — Минск: Вышэйшая школа, 2010. — 400 с.
4. Drozdov N., Fedotov A., Mazanik A., Partyka J., Wegierek P., Zukowski P. Ogniwa fotowoltaiczne dla energetyki slonecznej — zagadnienia materialowe. — Lublin: Politechnika Lubelska, 2006. — 103 p.
5. Волохов Г. М., Ганжа В. Л., Дроздов Н. А., Карбалевич Н. А., Костин А. Н., Федотов А. К. Основы эффективного использования энергетических ресурсов. Пособие для студентов гуманитарных специальностей. — Минск: БГУ, 2005. — 88 с.

Автор статей в энциклопедии для школьников и студентов.

### Научные работы
1. I. A. Svito, A. K. Fedotov, A. Saad, P. Zukowski, T.N. Koltunowicz. Influence of oxide matrix on electron transport in (FeCoZr)x(Al2O3)1-x nanocomposite films // Journal of Alloys and Compounds. — 2017. — Vol. 699. — P. 818—823.
2. A. L. Danilyuk, A. G. Trafimenko, A. K. Fedotov, I. A. Svito, S. L. Prischepa. Low temperature conductivity in n-type noncompensated silicon below insulator-metal transition // Advances in Condensed Matter Physics. — 2017. — 12 p.
3. O. Boiko, T. N. Koltunowicz, P. Zukowski, A. K. Fedotov, A. V. Larkin. The effect of sputtering atmosphere parameters on dielectric properties of the ferromagnetic alloy — ferroelectric ceramics nanocomposite (FeCoZr)x(PbZrTiO3)(100−x) // Ceramics International. — 2017. — Vol. 43, no. 2. — P. 2511—2516.
4. A. K. Fedotov, S. L. Prischepa, I. A. Svito, S. V. Redko, A. Saad, A. V. Mazanik, A. L. Dolgiy, V. V. Fedotova, P. Zukowski, T. N. Koltunowicz. Carrier transport in porous-Si/Ni/c-Si nanostructures // Journal of Alloys and Compounds. — 2016. — Vol. 657. — P. 21—26.
5. A. L. Danilyuk, A. G. Trafimenko, A. K. Fedotov, I. A. Svito, S. L. Prischepa. Negative differential resistance in n-type noncompensated silicon at low temperature // Applied Physics Letters. — 2016. — Vol. 109, no. 22. — P. 222104—1 — 222104-4.
6. E. N. Poddenezhny, N. E. Drobishevskaya, A. V. Mazanik, O. V. Korolik, A. S. Fedotov, A. K. Fedotov, I. A. Svito, T. N. Koltunowicz. Synthesis and properties of doped ZnO ceramics // Electrical Review. — 2016. — Vol. 92, № 11. — P. 232—235.
7. T. N. Koltunowicz, P. Zukowski, O. Boiko, K. Czarnacka, V. Bondariev, A. Saad, A. V. Larkin, A. K. Fedotov. Capacitive properties of nanocomposite (FeCoZr)x(PZT)(100-x) produced by sputtering with the use of argon and oxygen ions beam // Journal of Materials Science: Materials in Electronics. — 2016. — Vol. 27, no. 2. — P. 1171—1176.
8. T. N. Koltunowicz, P. Zukowski, K. Czarnacka, V. Bondariev, O. Boiko, I. A. Svito, A. K. Fedotov. Dielectric properties of nanocomposite (Cu)x(SiO2)(100-x) produced by ion-beam sputtering // Journal of Alloys and Compounds. — 2015. — Vol. 652. — P. 444—449.
9. Yu. A. Fedotova, D. K. Ivanov, Yu. A. Ivanova, A. Saad, A. V. Mazanik, I. A. Svito, E. A. Streltsov, A. K. Fedotov, S. I. Tyutyunnikov, P. Yu. Apel. Enhanced magnetoresistive effect in the arrays of nickel nanorods on silicon substrates // Russian Microelectronics. — 2015. — Vol. 44, № 8. — P. 512—516.
10. T. N. Koltunowicz, P. Zukowski, O. Boiko, A. K. Fedotov, A. V. Larkin. Presence of inductivity in (CoFeZr)x(PZT)1-x nanocomposite produced by ion beam sputtering // Acta Physica Polonica A. — 2015. — Vol. 128, № 5. — P. 853—856.
11. T. N. Koltunowicz, P. Zukowski, V. Bondariev, A. K. Fedotov, I. Svito, J. Fedotova, A. Saad. Voltage and current resonance in nanocomposite (FeCoZr)x(CaF2)100-x produced by ion-beam sputtering in pure argon atmosphere // Acta Physica Polonica A. — 2015. — Vol. 128, № 5. — P. 897—900.
12. T. N. Koltunowicz, P. Zukowski, K. Czarnacka, I. Svito, A. K. Fedotov. Percolation phenomena in Cux(SiOy)100-x nanocomposite films produced by ion beam-sputtering // Acta Physica Polonica A. — 2015. — Vol. 128, № 5. — P. 908—911.
13. P. Zukowski, T. N. Koltunowicz, O. Boiko, V. Bondariev, K. Czarnacka, J. A. Fedotova, A. K. Fedotov, I. A. Svito. Impedance model of metal-dielectric nanocomposites produced by ion-beam sputtering in vacuum conditions and its experimental verification for thin films of (FeCoZr)x(PZT)(100-x) // Vacuum. — 2015. — Vol. 120. — P. 37—43.
14. A. K. Fedotov, I. A. Svito, V. V. Fedotova, A. G. Trafimenko, A. L. Danilyuk, S. L. Prischepa. Low temperature conductivity of silicon doped with antimony // Semiconductors. — 2015. — Vol. 49, no. 6. — P. 705—711.
15. A. S. Fedotov, S. K. Poznyak, L. S. Tsybulskaya, V. G. Shepelevich, I. A. Svito, A. Saad, A. V. Mazanik, A. K. Fedotov. Polycrystalline bismuth films: correlation between grain structure and electron transport // Physica Status Solidi B. — 2015. — Vol. 252, no. 9. — P. 2000—2005.
16. I. A. Svito, A. K. Fedotov, A. Saad, M. Milosavljevic, J. A. Fedotova, T. N. Koltunowicz, P. Zukowski. Low-temperature DC carrier transport in (Fe0.45Co0.45Zr0.10)x(Al2O3)1-x nanocomposites manufactured by sputtering in pure Ar gas atmosphere // Advances in Condensed Matter Physics. — 2015. — Vol. 2015. — P. 2015:1 — 2015:5.
17. A. S. Fedotov, V. G. Shepelevich, S. V. Gusakova, I. A. Svito, A. Saad, A. V. Mazanik, A. K. Fedotov. Electronic properties of Bi-Sn diluted alloys // Materials Today: Proceedings. — 2015. — Vol. 2, no. 2. — P. 629—636.

### Патенты
1. Патент № 4771 на полезную модель «Устройство для исследования процессов теплообмена внутри и вне замкнутых объёмов» от 30.10.2008 / Волохов Г. М., Карбалевич Н. А., Лопатов Г. Я., Федотов А. К. — 2008;
2. Патент № 6121 на полезную модель «Устройство для градуировки термопар и термометров сопротивления» от 30.04.2010 / Карбалевич Н. А., Костин А. Н., Лопатов Г. Я., Федотов А. К. — 2010;
3. Патент № 7175 на полезную модель «Устройство для определения теплофизических характеристик твердых материалов» от 30.04.2011 / Карбалевич Н. А., Лопатов Г. Я., Федотов А. К. — 2011;
4. Патент № 390789 «Sposob wytwarzania bezuzwojenio-wych indukcyjnosci do ukladow mikroelektronicznych» от 22.03.2010 / P. Zhukowski, T.N. Koltunowicz, A. Fedotov, J. Fedotova, A. Larkin // Biuletyn Urzedu Patentowego Rzeczypospolitej Polskiej. — 2011. — № 20. — P. 35;
5. Патент № 391039 «Sposyb wytwarzania szeregowego ukladu pojemnosc-indukcyjnosc do ukladyw mikroelektronicznych» от 22.04.2010 / P. Zhukowski, T.N. Koltunowicz, P. Wegierek, A. Fedotov, J. Fedotova, A. Larkin // Biuletyn Urzedu Patentowego Rzeczypospolitej Polskiej. — 2011. — № 22. — P. 29 — 30;
6. Патент № 17897 на изобретение «Способ получения тонких плёнок с импедансом индуктивного типа» от 28.02.2014 / Федотов А. К., Жуковский П. В., Федотова Ю. А., Колтунович Т., Максименко А. А., Ларькин А. В. — 2014.